# Vic-en-Bigorre
Vic-en-Bigorre (en occitano Vic de Bigòrra) es una comuna y población de Francia, en la región de Mediodía-Pirineos, departamento de Altos Pirineos, en el distrito de Tarbes. Es la cabecera y mayor población del cantón de su nombre.
Está integrada en la Communauté de communes Vic-Montaner, de la que es la mayor población.

## Demografía
| 3 026 | 3 255 | 3 397 | 3 308 | 3 644 | 3 857 | 3 637 | 3 663 | 3 549 | 3 725 | 3 650 | lac. | 3 630 | 3 557 | 3 703 | 3 643 | 3 719 | 3 796 | 3 385 | 3 480 | 3 121 | 3 190 | 3 241 | 3 241 | 3 381 | 3 502 | 3 701 | 4 393 | 4 563 | 4 572 | 4 893 | 4 788 | 5 116 |
| Para los censos de 1962 a 1999 la población legal corresponde a la población sin duplicidades (Fuente: INSEE [Consultar]) |       |       |       |       |       |       |       |       |       |       |      |       |       |       |       |       |       |       |       |       |       |       |       |       |       |       |       |       |       |       |       |       |